# Сільське поселення Ільїнське (Красногорський район)
Сільське поселення Ільїнське (рос. Ильинское) Красногорського району Московської області РФ об'єднує село  Ільїнське Московської області та навколишні села і селища.

## Склад
До складу сільського поселення Ільїнське входять село Ільїнське та села Александровка, Бузланово, Воронки, Глухово, Грибаново, Дмитровське, Захарково, Михалково, Ніколо-Урюпіно, Петрово-Дальнє, Поздняково, Степановське, Тимошкино, селище дачного господарства «Архангельське», селища Архангельське, Ільїнське-Усово, Інженерний-1, Істра, Мечниково, Новий).

## Символіка
Сільське поселення Ільїнське має власну символіку: герб та прапор.

## Органи управління сільського поселення Ільїнське
Рада депутатів сільського поселення Ільїнське складається з 15 депутатів, яких було обрано 14 вересня 2014 року терміном на 5 років.